# Pseudotryssaturus papillidermis
Pseudotryssaturus papillidermis är en kvalsterart som beskrevs av Cook 1983. Pseudotryssaturus papillidermis ingår i släktet Pseudotryssaturus och familjen Aturidae. Inga underarter finns listade i Catalogue of Life.